# Скарятина, Ирина Владимировна
Скарятина, Ирина Владимировна, (20 ноября 1888 года, Санкт-Петербург, Российская империя — 17 ноября 1962 года, Вашингтон, США) — русская аристократка, писательница, журналистка и военный корреспондент. После Октябрьской революции эмигрировала. Сестра писателя, оккультиста и исследователя Древнего мира Михаила Скарятина (псевдоним Enel).

## Биография
Ирина Скарятина родилась 20 ноября 1888 года в Санкт-Петербурге в семье генерал-лейтенанта, егермейстера Высочайшего Двора Владимира Владимировича Скарятина (1847—1919) и его жены княжны Марии Михайловны, урождённой Лобановой-Ростовской (1851—1921), фрейлины двора.
Получив домашнее образование в родовом имении Скарятиных в Орловской губернии, а затем в Петербурге, Ирина рано вышла замуж и стала графиней Келлер. Одновременно с этим она была назначена фрейлиной императорского двора, получив соответствующий знак отличия - бриллиантовый "шифр".
С началом Первой мировой войны Скарятина посвятила себя сестринскому делу, начала изучать основы медицины и в течение восьми лет проработала  сестрой милосердия в главном госпитале Красного креста в Санкт-Петербурге, в Варшаве и на фронте, за что была представлена к награде.
После расторжения брака с графом Келлером Ирина жила со своими родителями, стараясь заполнить возникшую после потери ребёнка и развода пустоту усердными учебными занятиями и тяжким трудом в госпитале. 1917 год застал её и её родителей в Санкт-Петербурге, в их старом доме на Фонтанке.
Свои воспоминания об Октябрьской революции, дневниковые записи о катастрофических событиях тех лет и их последствиях для семьи, картины жуткой разрухи и голода послереволюционного Петрограда и трагическое повествование о смерти родителей Скарятина включит годы спустя в свою книгу «Мир может кончиться» (англ. A World Can End), получившую высокую оценку современников как важный и ценный документ той эпохи.
При содействии «Американской администрации помощи» (англ. A.R.A.) в 1922 году тяжело больную и чудом избежавшую расстрела Ирину Скарятину удалось отправить за границу. Лишившись всего и всех, с 50 долларами от A.R.A. в кармане, Скарятина прибыла сначала в Лондон, где жила её сестра. После безуспешных поисков заработка пришлось переехать в США в качестве учителя французского языка в дом к богатой американке. Там и началась новая страница жизни будущей писательницы и "посла мира", как Скарятина сама называла себя.
В 1926 году Ирина Скарятина стала женой флотского офицера американца Виктора Ф. Блэйксли. В 1930 году получила гражданство США.
В 1930-е годы Ирина Скарятина опубликовала в США несколько книг на английском языке, в том числе свои воспоминания о детстве и юности в Российской Империи, дневниковые записи 1917-1919 гг. о тяготах и потерях послереволюционных лет, крушении старого мира, о своем отъезде из России, последующем возвращении уже в СССР, в статусе американской гражданки, и о впечатлениях об увиденном в совершенно переменившейся стране. В своей книге «Первая из возвратившихся. Аристократка в Советской России» (англ. First to Go Back. An Aristocrat in Soviet Russia), написанной после совершённого вместе с Виктором Блэйксли путешествия в Страну Советов в 1933 году, Ирина утверждает, что среди представителей русской аристократии она первой получила официальное разрешение посетить родину. Об этой и последовавших за ней других поездках по СССР Скарятина высказывается тепло, с большим интересом ко всему происходящему в новой России. Эти её комплиментарные высказывания в американской прессе тех лет, в выступлениях перед американской публикой вызвали шквал возмущения среди русского эмигрантского сообщества в США, что нашло отражение в многочисленных критических, и даже агрессивных отзывах в её адрес на страницах таких американских русскоязычных изданий, как «Новое русское слово». В американской прессе, напротив, книга получила чрезвычайно тёплый приём и вызвала огромный интерес, как и другие книги Скарятиной.
Во время Второй мировой войны Ирина Скарятина была аккредитованным военным корреспондентом американского еженедельника Collier's, где печатались её радиограммы из СССР о необходимости незамедлительного открытия второго фронта, репортажи о героической борьбе советских людей с нацистской Германией, рассказы о встречах и беседах с очень разными людьми, объединёнными одной общей целью — во что бы то ни стало победить врага.
В январе 1944 года в Национальном театре на Бродвее в Нью-Йорке состоялась премьера новой версии пьесы А. П.Чехова «Вишневый сад» в переводе на английский язык Ирины Скарятиной и постановке Маргарет Уэбстер совместно с Евой Ле Гальенн, с ней же и с Джозефом Шильдкраутом в главных ролях.
После смерти супруга Виктора Блэйксли от сердечного приступа Ирина Скарятина продолжала жить в пригороде Вашингтона, активно писать и участвовать в деятельности различных географических, литературных и общественных объединений. Скончалась она в ноябре 1962 года в военно-морском госпитале в городе Бетесда, штат Мэриленд. Похоронена на Арлингтонском кладбище рядом с Виктором Блэйксли.

## Семья

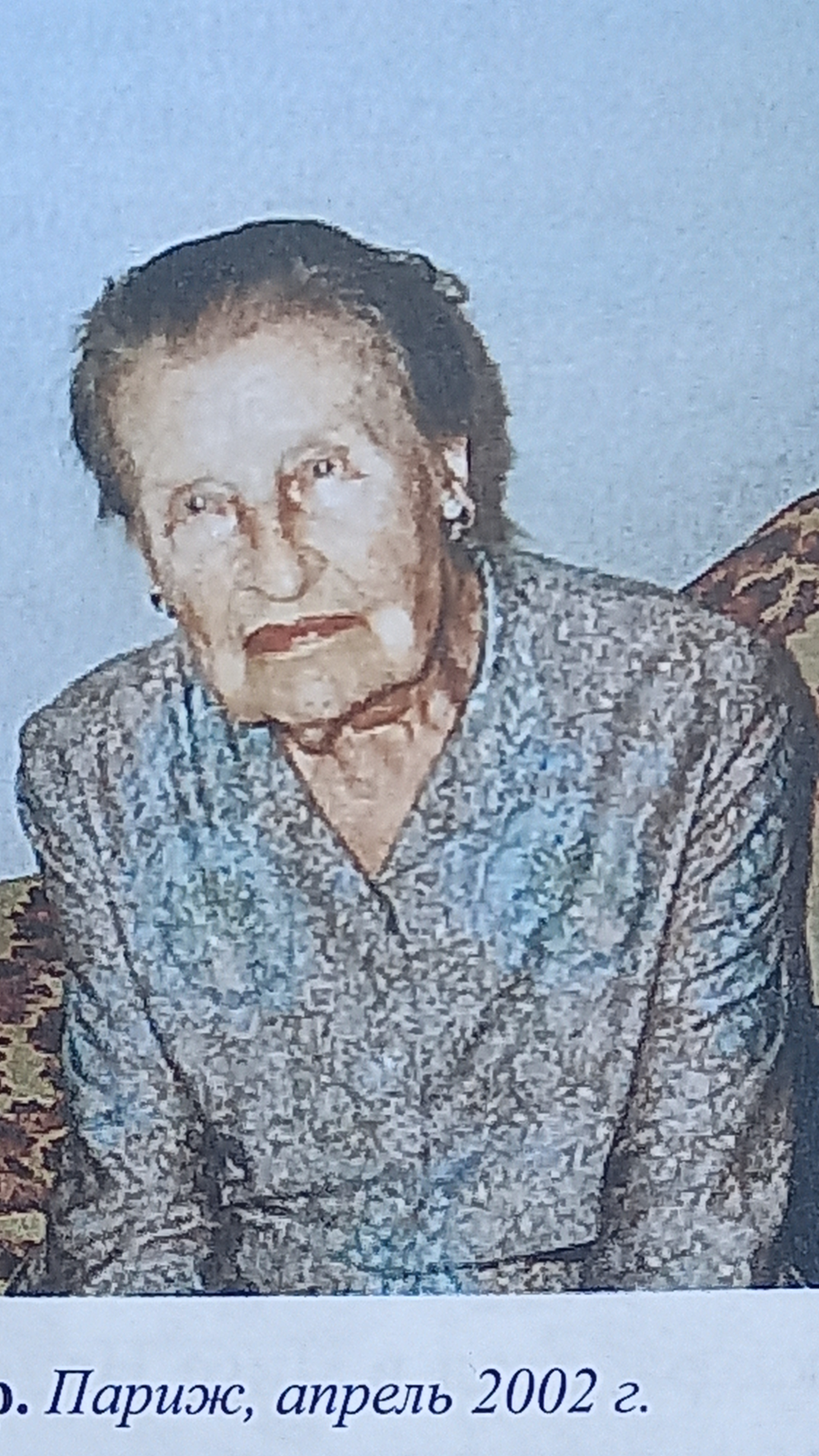
Дочь Ирины Скарятиной и графа Александра Келлера, Мария Александровна Келлер-Шаховская младшая, скончалась во Франции в 2003 году. Фото Мининой Е.Л.

В 1907 году Ирина Скарятина была выдана замуж за графа Александра Федоровича Келлера, штабс-ротмистра Кавалергардского полка, человека храброго, заядлого коллекционера-нумизмата, археолога, мистика и масона. В браке родились двое детей: сын Федор (1908-1911) и дочь Мария (1910-2003). Брак не оказался счастливым, сын Фёдор погиб от дифтерии, и в 1916 году супруги развелись. Дочь Мария (впоследствии Мария Келлер-Шаховская младшая) после Революции была вывезена во Францию своей бабушкой графиней Келлер, где и прожила всю жизнь. Внук Морис Келлер посещал Россию и семейное имение Келлеров в Сенницах. Скончался во Франции от коронавируса в 2020 году.
В 1926 году Ирина Скарятина вышла замуж за Виктора Ф. Блэйксли (Victor Franklin Blakeslee), отставного флотского офицера, позднее ставшего руководителем управления по связям с общественностью ВМФ США, а также помощником военно-морского атташе при посольстве США в Москве и автором книг о военном флоте. 